# Oberhausen bei Kirn
Oberhausen bei Kirn település Németországban, Rajna-vidék-Pfalz tartományban. Lakosainak száma 861 fő (2023. december 31.).

## Népesség
A település népességének változása:
| Lakosok száma | 925  | 913  | 901  | 877  | 851  | 847  | 861  |
|               | 1975 | 2014 | 2017 | 2019 | 2021 | 2022 | 2023 |